# Querón
Querón (griego antiguo: Χαίρων) es un personaje de la mitología griega, hijo del dios Apolo y de Tero.

## Mitología
Tero, hija de Filanto, fue seducida por el hijo de Zeus. Querón, por parte de padre, tenía linaje del padre de los dioses y por parte de madre, descendiente de Heracles, ya que Tero era nieta de Antíoco, hijo de Heracles.
Cuando creció Querón, llegó a convertirse en un hábil y fuerte domador de caballos. Fue héroe epónimo de la ciudad beocia de Queronea, que antes se llamaba Arne.